# Os Caboclos
Os caboclos é um livro de contos escrito por Valdomiro Silveira pela Civilização Brasileira, em 1920. 

## Sinopse
Viajando pelo interior paulista, Valdomiro Silveira procurava a convivência dos caboclos, observando-lhes os costumes e a linguagem. Assim, escreveu a obra Os caboclos, na qual utiliza o conto como forma de retratar os costumes, as cenas e sobretudo a fala típica do homem rural paulistano.

### Regionalismo
Entre a última década do século passado e a Semana de Arte Moderna, vários contistas sobressaíram no Brasil, no campo do que se chama regionalismo. Muito vago e contestado, o rótulo regionalismo para nós se caracteriza em dois traços fundamentais. As obras ditas regionais se valem de palavras, expressões, modismos, estilo, estruturas próprias da linguagem utilizada pelos integrantes da cultura tradicional, quer sejam no Norte, Nordeste, Sul, Leste ou Centro-Oeste do Brasil. 
Dentre os principais contistas que, além de Valdomiro Silveira, se arrolam nesse chamado regionalismo, temos Afonso Arinos,  Coelho Neto , Simões Lopes Neto, Hugo de Carvalho Ramos e Monteiro Lobato. 
Em sua obra Os Caboclos,contudo, a estrutura, o estilo, o espírito da linguagem nunca é verdadeiramente o característico das populações aí integradas. Em virtude do que muito fácil foi aos leitores eruditos e portadores de uma cultura tecnológico-industrial ou cosmopolita entender e sentir a literatura que eles faziam, a qual não fugia aos padrões de linguagem e pensamento que estruturavam o meio de comunicação das classes alfabetizadas. Valdomiro Silveira utilizou o espírito da linguagem dialetal de uma forma homogênea e global, não só quando falam os personagens regionais, mas quando a narrativa é feita pelo próprio escritor.

## Ligações Externas
[NA BAIXADA SANTISTA: Valdomiro Silveira].
[Caboclos]. 